# 赫德维格·林达尔
赫德维格·林达尔（瑞典語：Hedvig Lindahl，1983年4月29日—），瑞典女子足球运动员。她曾代表瑞典参加2008年、2012年、2016年和2020年夏季奥林匹克运动会足球比赛，获得二枚银牌。